# كأس إسكتلندا 1928–29
كأس اسكتلندا 1928–29 (بالإنجليزية: 1928–29 Scottish Cup)‏ هو موسم من كأس اسكتلندا. فاز فيه نادي كيلمارنوك.